# أميرة لبنان
أميرة لبنان هي مناسبة على مستوى الوطن تقام كل عام في لبنان.
وهدفها الرئيسي هو الحفاظ على إرث وتراث وتقاليد الأمراء من خلال تثقيف الفتيات الصغيرات اللائي يشاركن في هذا الحدث حول الأخلاق الحميدة والمواقف الأميرية. تم إنشاء أميرة لبنان بمساعدة من وزارة الثقافة ووزارة السياحة في لبنان.
كما تشارك العديد من الجمعيات في نجاح هذا الحدث الوطني ، بما في ذلك جمعية التراث الدولي للبنان وأكاديمية المبادئ الحسنة.